# Frente Patriótico Laborista
El Frente Patriótico Laborista es un  coalición política argentina, con personería jurídica en la provincia de Santiago del Estero. Es una agrupación de derecha, conformada por el Partido Laborista, el Partido Popular y el partido Dignidad Popular, quien luego se cambiaría el nombre por Encuentro Republicano Federal.Esta vinculada al neo-nazi Frente Patriota de Alejandro Biondini.

## Historia
Se inscribió en el año 2021 con el objetivo de competir para las elecciones legislativas y las elecciones provinciales de ese mismo año.

## Ideología
En lo económico abogan por el libre mercado, y es descripto por medios como una agrupación nacionalista. Y proponen una clara de reformulación de un nuevo pacto social.

## Propuestas
En términos judiciales plantean el apego claro de los jueces a la constitución y las leyes.
Para la provincia plantean la construcción de un gran plan hídrico. Con la inclusión de cinco parques industriales con la intención de obtener trabajo genuino.
También remarcan sus propuestas educativas, desean terminar con la intervención del consejo de educación y trabajar para refundar la educación como herramienta del futuro. 
A su vez dicen garantizar la salud las libertades públicas y los derechos individuales, los cuales ratifican que serán el bien de Santiago del Estero.

## Miembros
| Partido | Partido | Partido                       | Presidente               | Ideología             |
| ------- | ------- | ----------------------------- | ------------------------ | --------------------- |
|         |         | Partido Laborista             | Daniel Fernando Coronel  | Peronismo Federal     |
|         |         | Encuentro Republicano Federal | Luis Manuel Unzaga       | Peronismo Republicano |
|         |         | Partido Popular               | Tomás Federico Cosentino | Peronismo ortodoxo    |

## Resultados electorales

### Elecciones provinciales
| Año  | Gobernación             | Gobernación       | Gobernación | Gobernación |        | Legislatura | Legislatura | Legislatura | Legislatura | Nota |
| Año  | Fórmula                 | Fórmula           | Votos       | %           | Votos  | %           | Bancas      | +/-         |             | Nota |
| Año  | Gobernador              | Vicegobernador    | Votos       | %           | Votos  | %           | Bancas      | +/-         |             | Nota |
| ---- | ----------------------- | ----------------- | ----------- | ----------- | ------ | ----------- | ----------- | ----------- | ----------- | ---- |
| 2021 | Guillermo Suárez Meleán | Vanina Suárez Mai | 48.021      | 8,28        | 47.919 | 8,30        | 3/40        | 3           | [ 7 ] [ 8 ] |      |

### Elecciones nacionales
| Año  | Diputados | Diputados | Diputados | Diputados   |        | Senadores | Senadores | Senadores   | Senadores |
| Año  | Votos     | %         | Bancas    | +/-         | Votos  | %         | Bancas    | +/-         |           |
| ---- | --------- | --------- | --------- | ----------- | ------ | --------- | --------- | ----------- | --------- |
| 2021 | 48,085    | 0.20      | 0/127     | Sin cambios | 48.085 | 8,59      | 0/3       | Sin cambios |           |

## Controversias

### Candidato, anteriormente condenado por abuso sexual
Una de las mayores controversias fue la candidatura del ex intendente de La Banda, Héctor Chabay Ruiz. Quien en el año 2015 fue acusado de abuso sexual por una mujer de 38 años que había visitado su oficina por una propuesta laboral ciertos años antes. Tras la denuncia, Chabay se fugó y fue interceptado en Parque Leloir, en la provincia de Buenos Aires, para finalmente confesar el delito, recibiendo una pena de tres años de prisión en suspenso.
Este hecho indujo a que diversas organizaciones feministas se pronunciaran en contra de la asunción de Chabay, quien fue electo diputado provincial en las elecciones del 2021, por lo que renunció a su banca y no pudo asumir.